# Stanislaw Melnykow

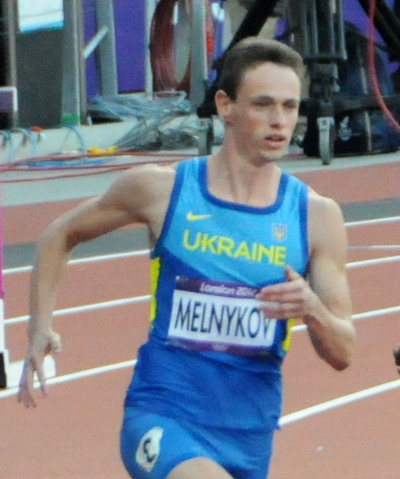
Stanislaw Melnykow bei den Olympischen Spielen 2012

Stanislaw Anatolijowytsch Melnykow (ukrainisch Станіслав Анатолійович Мельников, engl. Transkription Stanislav Melnykov; * 26. Februar 1987 in Odessa) ist ein ukrainischer Hürdenläufer, der sich auf die 400-Meter-Strecke spezialisiert hat.

## Sportliche Laufbahn
Bei den Juniorenweltmeisterschaften 2006 in Peking gewann er Bronze. 2009 wurde er europäischer U23-Vizemeister und schied bei den Weltmeisterschaften in Berlin im Vorlauf aus.
Bei den Europameisterschaften 2010 in Barcelona errang er die Bronzemedaille.
Von 2006 bis 2010 wurde er fünfmal in Folge Ukrainischer Meister.

## Persönliche Bestzeiten
- 400 m Hürden: 49,09 s, 31. Juli 2010, Barcelona
- 400 m: 46,54 s, 30. Juli 2008, Bielsko-Biała
  - Halle: 46,97 s, 19. Februar 2009, Sumy